# Túmulos funerarios de Dilmún

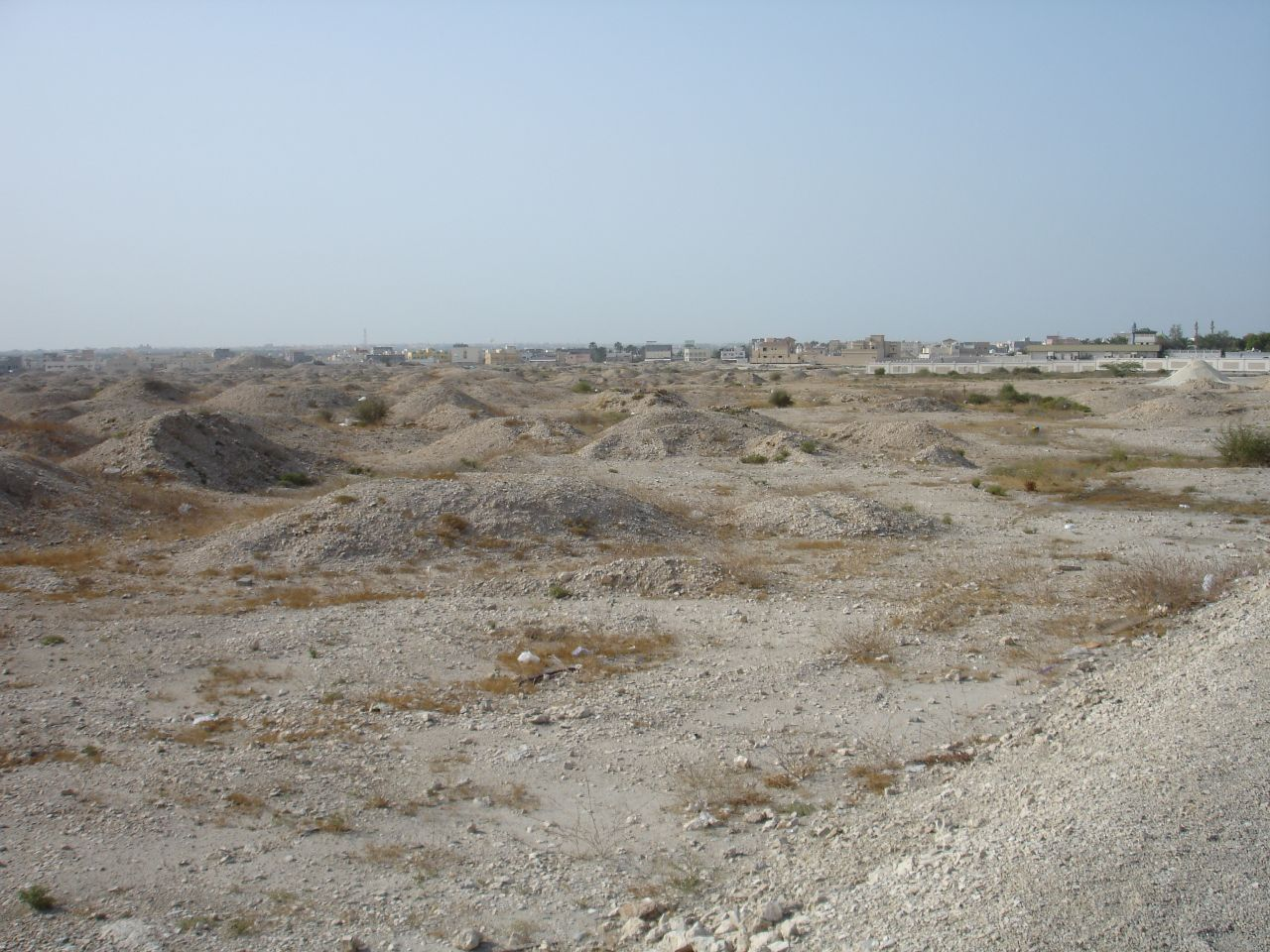
Túmulos funerarios en A'ali.

Los túmulos funerarios de Dilmún (en árabe: مدافن دلمون‎) son un sitio del Patrimonio Mundial de la UNESCO que comprende áreas de necrópolis en la isla principal de Baréin que se remontan a las culturas Dilmún y Umm al-Nar.
Baréin ha sido conocido desde la antigüedad como una isla con una gran cantidad de entierros, se decía que (originalmente) una gran cantidad de kilómetros cuadrados de túmulos era uno de los cementerios más grandes del mundo antiguo. Los cementerios se concentran en el norte de la isla, en duras áreas pedregosas ligeramente por encima de los suelos agrícolas cultivables; el sur de la isla es principalmente arenoso y desértico. Estudios recientes han demostrado que los aproximadamente 350.000 montículos de tumbas antiguas podrían haber sido producidos únicamente por la población local durante varios miles de años.  Las tumbas no son todas de la misma época, o exactamente del mismo estilo, y pueden variar considerablemente de tamaño en diferentes áreas del montículo. La investigación, bajo los auspicios del Museo Nacional de Baréin y la Sociedad Histórica y Arqueológica de Baréin, aún continúa, para establecer una línea de tiempo firme para todas estas variaciones y continuaciones, así como para considerar las implicaciones para la sociedad o sociedades que los produjeron.

## Excavaciones
Entre el domingo 10 y el martes 19 de febrero de 1889, algunos de los túmulos fueron excavados por el explorador británico J. Theodore Bent y su esposa Mabel Bent. Según el diario de la Sra. Bent encontraron «...trozos de marfil, carbón, cáscara de huevo de avestruz...». Estos hallazgos se encuentran ahora en el Museo Británico de Londres. Theodore Bent publicó sus resultados en dos artículos, pero apareció un relato más extenso en el libro de Bent, Southern Arabia (1900).
En la década de 1950, un grupo danés estaba excavando en Qal'at al-Bahrain, la capital de la Edad del Bronce, cuando abrieron algunos túmulos y descubrieron elementos que databan de alrededor de 4100 a 3700 BP (1900 a. C.) de la misma cultura. Muchos otros comenzaron a excavar más túmulos, proporcionando una vista de la construcción y el contenido de estas tumbas.

### Cámaras (túmulos)
Cada uno de los túmulos está compuesto por una cámara central de piedra que está encerrada por una pared circular baja y cubierta por tierra y grava. El tamaño de los montículos varía, pero la mayoría mide 15 por 30 pies (4,5 por 9 m) de diámetro y son de 3 a 6 pies (1-2 m) de altura. Los montículos más pequeños generalmente contienen solo una cámara. Las cámaras suelen ser rectangulares con una o dos alcobas en el extremo noreste. De vez en cuando hay pares adicionales de nichos a lo largo del medio de las cámaras más grandes.
Aunque las cámaras por lo general contienen un entierro cada una, algunas contienen varias personas y las cámaras secundarias a menudo no contienen ninguna. Los difuntos generalmente se colocaban con la cabeza en el extremo de la alcoba de la cámara y acostados sobre el lado derecho. Los cuerpos iban acompañados de pocos elementos. Había algunas piezas de cerámica y ocasionalmente sellos de concha o de piedra, cestas selladas con asfalto, objetos de marfil, tinajas de piedra y armas de cobre. Los esqueletos son representativos de ambos sexos con una esperanza de vida de aproximadamente 40 años. Los bebés generalmente fueron enterrados dentro y fuera de la pared del anillo. El número medio de hijos por familia fue de 1,6 personas.

### Controversias sobre su conservación
Los intentos de proteger los túmulos funerarios se han topado con la oposición de los fundamentalistas religiosos que los consideran antiislámicos y han pedido que se los rellene de hormigón para construir viviendas encima. Durante un debate parlamentario el 17 de julio de 2005, el líder del partido salafista al Asalah, Sheikh Adel Mouwda, dijo: «La vivienda para los vivos es mejor que las tumbas para los muertos. Debemos estar orgullosos de nuestras raíces islámicas y no de alguna civilización antigua de otro lugar y época, que solo nos ha dado un frasco aquí y un hueso allá».

Mapa que muestra la ubicación de los antiguos túmulos funerarios.